# Bullitt
Bullitt és una pel·lícula nord-americana de 1968, dirigida per Peter Yates i protagonitzada per Steve McQueen, Robert Vaughn i Jacqueline Bisset. Lalo Schifrin en va compondre la banda sonora original. Robert Duvall també hi té un petit paper com a taxista que proporciona informació a McQueen. Ha estat doblada al català.
La pel·lícula la va fer la productora fundada per McQueen, Solar Productions, amb el seu soci Robert E. Relyea de productor executiu. Es va estrenar el 17 d'octubre de 1968, i va ser un èxit de taquilla i de crítica. Va guanyar l'Oscar al millor muntatge (Frank P. Keller) i fou nominat al de millor so. Bullitt és especialment coneguda per la persecució en cotxe pels carrers de San Francisco, que es considera una de les més influents de la història del cinema.
El 2007, Bullitt fou seleccionat per conservar-se al National Film Registry de la Biblioteca del Congrés dels Estats Units, per la seva "significació cultural, històrica o estètica".